# وسترپور
وسترپور (به انگلیسی: Vastrapur) یک زیستگاه انسانی در هند است که در بخش احمدآباد (هند) واقع شده‌است.